# Ultraman Triathlon
Pour les articles homonymes, voir Ultraman.
L'Ultraman Triathlon ou Ultraman est une compétition de triathlon extrême créée en 1983 sur la Big Island d'Hawaï par Curtis Tyler. La course est divisée en trois étapes qui se pratiquent sur trois jours consécutifs, pour un parcours total de 515 kilomètres. La première étape est une épreuve de natation de dix kilomètres dans la baie de Keauhou à Kailua-Kona, suivi d'un parcours à vélo tout terrain (VTT) de 145 kilomètres assortie d'un dénivelé positif de 1 800 mètres.  La deuxième étape est un parcours de cyclisme sur route de 276 kilomètres dans le Parc national des volcans avec un dénivelé de 1 200 mètres. La troisième et dernière étape consiste en la réalisation d'un double marathon, soit un parcours de 84 kilomètres de course à pied. La compétition d’Hawaï fait office de « championnat du monde » d'Ultraman (Ultraman World Championship) et d'autres Ultraman qualificatifs pour la compétition d'Hawaï sont organisés dans le monde.

## Historique
Le premier triathlon Ultraman est organisé en 1983 par Curtis Tyler, Will Conrad et Alex Smith. Curtis Tyler, vétéran de la guerre du Vietnam ou il y fut gravement blessé  veut développer une compétition originale de triathlon qui s'éloigne de l'emprise grandissante des entreprises.  Il partage cet idéal de sport et nature avec Will Conrad et développe un triathlon très longue distance, axée sur les principes et valeurs de la culture hawaïenne : aloha (amour, dans le sens de fraternité), Ohana (famille), et Kokua (aide). Ils organisent la première édition en 1983 sur la Big Island en espérant attirer les « âmes aventureuses » comme celles qui ont participé et fondé l'Ironman quelques années plus tôt. En 1992 il remet l'organisation à Jane Bockus sous la condition de continuer à ne jamais remettre de prix en argent au vainqueur. Jane Bockus surnommée « Ultra maman »  a toujours respecté ces conditions, en œuvrant à la continuité d'une compétition ou les ressources individuelles, mentales, physiques et « spirituelles » sont partagées dans une atmosphère où chaque participant qui finit la course est un vainqueur. La recherche de l’excellence humaine restant la règle fondamentale de cette épreuve sportive hors normes. Si les années 2001 et 2002 ont vu des modifications des points de départ et d'arrivée à kailua-Kona, depuis plus de trente ans, le format et l’organisation n'ont quasiment pas changé pour autant. Depuis sa création l'ensemble de l'organisation est entièrement prise en charge par des bénévoles et aucun personnel n'est rémunéré. 
En 2023, le Néo-Zélandais Simon Cochrane établit un nouveau record sur l’épreuve en ramenant le record à 20 h 57 min 46 s, battant celui établit lors de la première édition 40 ans plus tôt en 1983 et détenu par l'Américain Kurt Maidden.

## Organisation et parcours

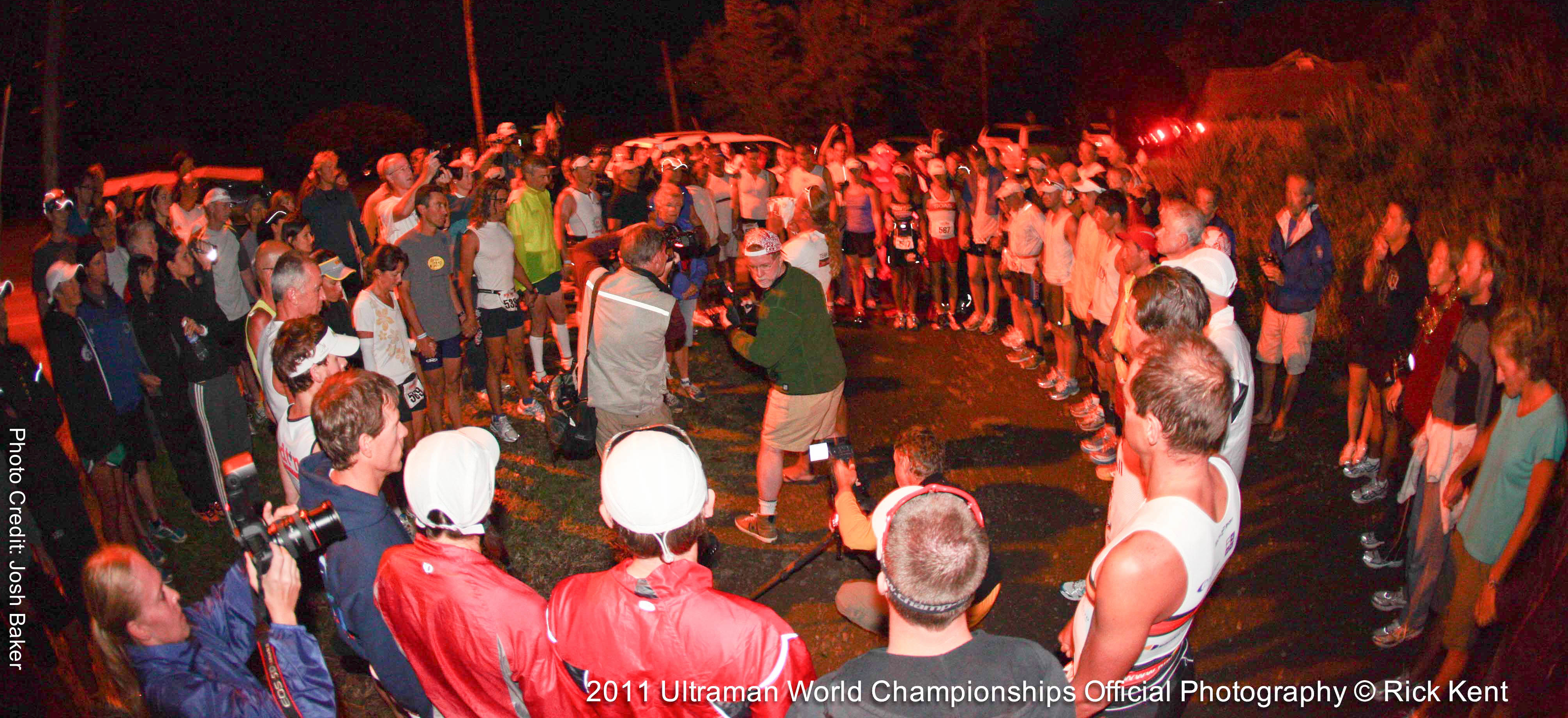
Cercle fraternel des finishers Ultraman

L'Ultraman consiste toujours à enchainer sur trois jours, des épreuves de natation, de VTT, de vélo de route et de course à pied sur une distance totale de 515 kilomètres, la compétition d'Hawaï s’effectue dans un parcours qui fait le tour de la Big Island. Chaque étape a un temps limite éliminatoire de douze heures. Le nombre de participants annuel est limité à quarante, ils sont qualifiés au travers des événements Ultraman organisés dans le monde ou sur invitation. Chaque participant doit être accompagné de son équipe de soutien individuel, composée d'au moins deux personnes. Le but de l'Ultraman autour de ses distances hors-normes reste uniquement de finir l'épreuve complètement, la victoire sur celle-ci, à l'image de la plupart des triathlons extrêmes n'étant pas monétisée.

## Palmarès
Le tableau présente le palmarès des vainqueurs de l'Ultraman d'Hawaï depuis sa création.

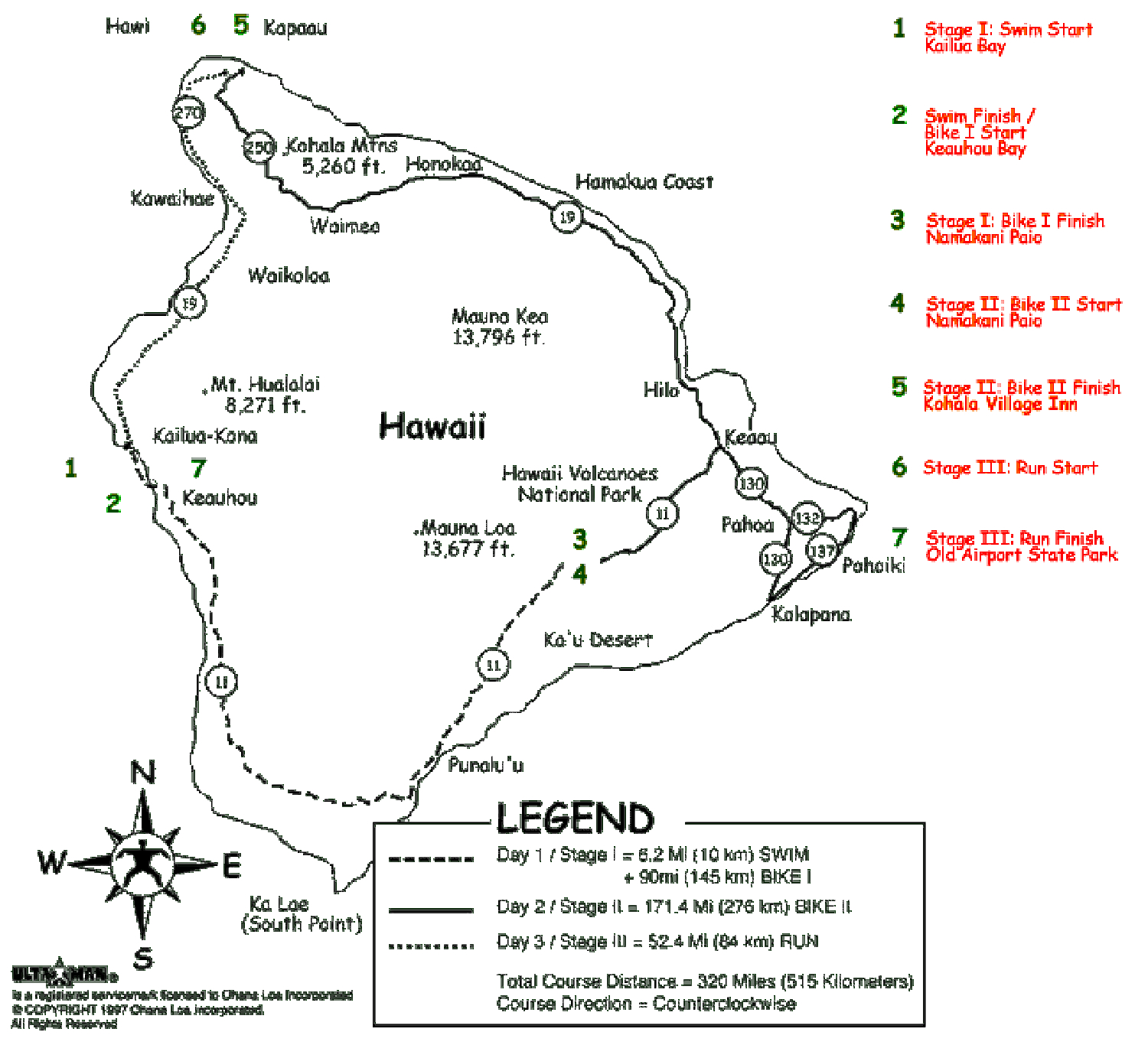
Ultraman d'Hawaï parcours officiel

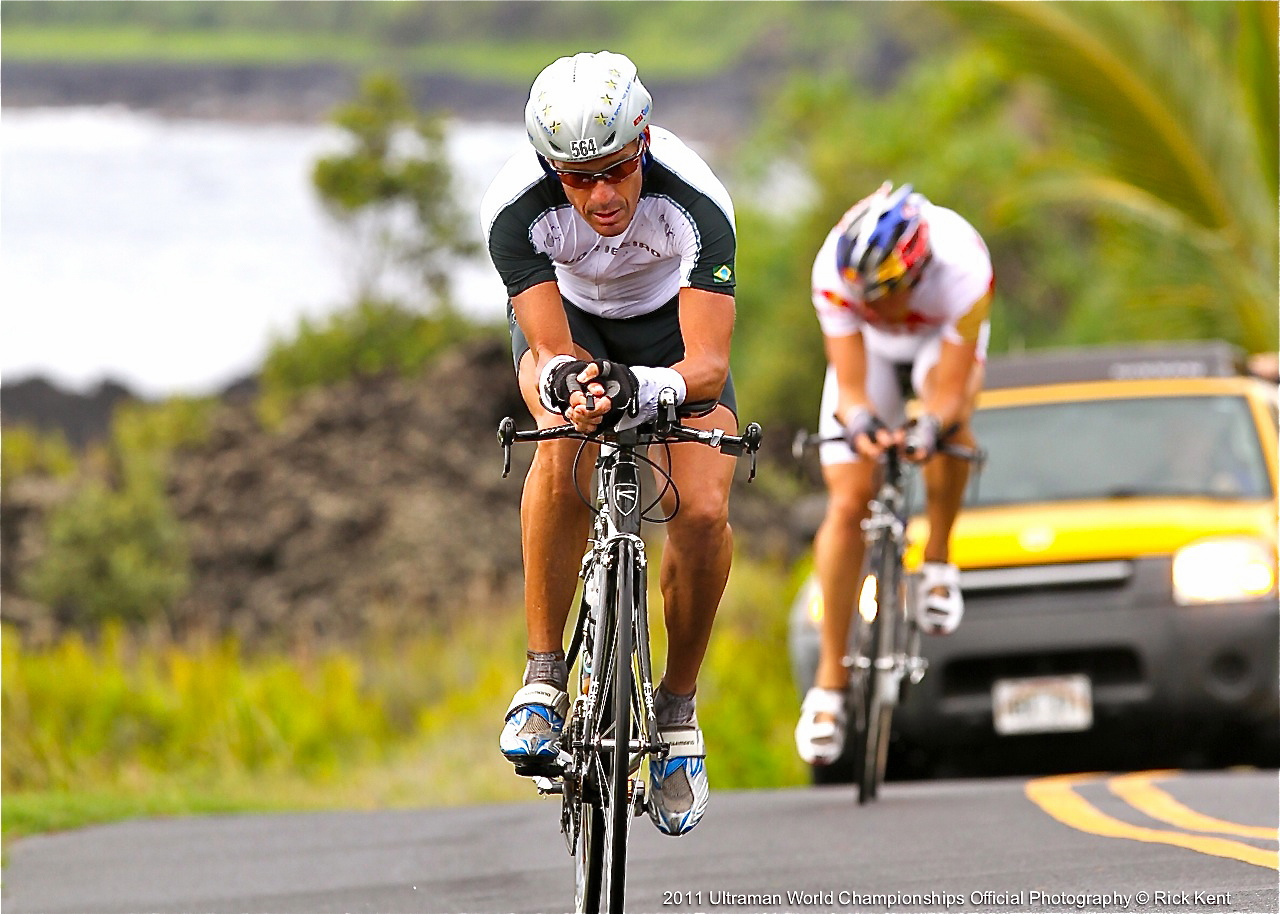
Alexandre.Ribeiro Ultraman 2011

| Année     | Masculin                                 | Masculin                                 | Féminin                                  | Féminin                                  |
| Année     | Médaille d'or                            | Temps                                    | Médaille d'or                            | Temps                                    |
| --------- | ---------------------------------------- | ---------------------------------------- | ---------------------------------------- | ---------------------------------------- |
| 2024      | Juan-Bautista Castilla Arroyo            | 25 h 6 min 16 s                          | Jen Annett                               | 23 h 4 min 56 s                          |
| 2023      | Simon Cochrane                           | 20 h 57 min 56 s                         | Amy Robitaille                           | 25 h 55 min 15 s                         |
| 2022      | Richard Thompson                         | 22 h 13 min 38 s                         | Dede Griesbauer                          | 23 h 22 min 58 s                         |
| 2021 2020 | Épreuves annulées pour cause de Covid-19 | Épreuves annulées pour cause de Covid-19 | Épreuves annulées pour cause de Covid-19 | Épreuves annulées pour cause de Covid-19 |
| 2019      | Jordan Bryden                            | 23 h 24 min 46 s                         | Tara Norton                              | 28 h 22 min 9 s                          |
| 2018      | Richard Thompson                         | 22 h 9 min 26 s                          | Tara Norton                              | 28 h 19 min 35 s                         |
| 2017      | Rob Gray                                 | 22 h 19 min 48 s                         | Steffi Steinberg                         | 26 h 2 min 27 s                          |
| 2016      | Iñaki de la Parra                        | 22 h 34 min 18 s                         | Kate Bevilaqua                           | 24 h 44 min 4 s                          |
| 2015      | Michael Coughlin                         | 21 h 44 min 18 s                         | Staci Studer                             | 28 h 29 min 28 s                         |
| 2014      | Tobias Winnemoeller                      | 23 h 28 min 14 s                         | Yasuko Miyazaki                          | 25 h 40 min 49 s                         |
| 2013      | Miro Kregar                              | 23 h 42 min 7 s                          | Hillary Biscay                           | 24 h 30 min 50 s                         |
| 2012      | Alexandre Ribeiro                        | 22 h 51 min 12 s                         | Amber Monforte                           | 25 h 29 min 9 s                          |
| 2011      | Alexandre Ribeiro                        | 22 h 9 min 54 s                          | Amber Monforte                           | 24 h 42 min 2 s                          |
| 2010      | Mike Le Roux                             | 21 h 55 min 57 s                         | Amber Monforte                           | 24 h 7 min 11 s                          |
| 2009      | Alexandre Ribeiro                        | 22 h 10 min 12 s                         | Shanna Armstrong                         | 25 h 48 min 46 s                         |
| 2008      | Alexandre Ribeiro                        | 21 h 49 min 38 s                         | Shanna Armstrong                         | 26 h 25 min 3 s                          |
| 2007      | Jonas Colting                            | 21 h 59 min 44 s                         | Shanna Armstrong                         | 26 h 43 min 24 s                         |
| 2006      | Jeff Landauer                            | 24 h 30 min 47 s                         | Shanna Armstrong                         | 28 h 13 min 11 s                         |
| 2005      | Alexandre Ribeiro                        | 24 h 32 min 28 s                         | Shanna Armstrong                         | 28 h 3 min 34 s                          |
| 2004      | Jonas Colting                            | 21 h 41 min 49 s                         | Lauren Fithian                           | 32 h 3 min 16 s                          |
| 2003      | Alexandre Ribeiro                        | 22 h 20 min 26 s                         | Shanna Armstrong                         | 27 h 31 min 51 s                         |
| 2002      | Gordo Byrn                               | 23 h 24 min 56 s                         | Conny Dauben                             | 28 h 32 min 59 s                         |
| 2001      | Uroš Velepec                             | 22 h 44 min 30 s                         | Monica Fernandez                         | 27 h 56 min 54 s                         |
| 2000      | Uroš Velepec                             | 22 h 15 min 8 s                          | Monica Fernandez                         | 28 h 8 min 9 s                           |
| 1999      | John Nickles                             | 22 h 46 min 27 s                         | Linda Bialla                             | 29 h 19 min 0 s                          |
| 1998      | Holger Spiegel                           | 21 h 41 min 22 s                         | Tracy Preston                            | 30 h 53 min 3 s                          |
| 1997      | Peter Kotland                            | 21 h 52 min 51 s                         | Tracy Preston                            | 34 h 8 min 30 s                          |
| 1996      | Erik Seedhouse                           | 22 h 51 min 36 s                         |                                          |                                          |
| 1995      | Kevin Cutjar                             | 23 h 19 min 39 s                         | Tracy Preston                            | 32 h 25 min 37 s                         |
| 1994      | Daniel Schallmo                          | 23 h 50 min 34 s                         |                                          |                                          |
| 1993      | Hans-Jürgen Schley                       | 25 h 50 min 38 s                         | Hiroe Fukushima                          | 34 h 19 min 52 s                         |
| 1992      | Don Newman                               | 26 h 20 min 23 s                         |                                          |                                          |
| 1990      | Gary Shields                             | 22 h 19 min 16 s                         | Angelika Castaneda                       | 31 h 27 min 45 s                         |
| 1989      | Gary Shields                             | 23 h 14 min 56 s                         | Tina Bischoff                            | 25 h 45 min 51 s                         |
| 1988      | Gary Shields                             | 24 h 42 min 1 s                          | Manako Mizutani                          | 35 h 41 min 14 s                         |
| 1986      | James Freim                              | 25 h 43 min 21 s                         | Sherri Willis                            | 33 h 31 min 19 s                         |
| 1985      | Kurt Madden                              | 22 h 11 min 4 s                          | Ardis Bow                                | 25 h 44 min 51 s                         |
| 1984      | Scott Molina                             | 24 h 49 min 1 s                          | Lyn Brooks                               | 33 h 15 min 24 s                         |
| 1983      | Kurt Madden                              | 21 h 41 min 2 s                          | Ardis Bow                                | 26 h 57 min 45 s                         |

## Voir Aussi